# Heide (Barmen)
Heide, Heid und früher auch Gockelsheide genannt, war eine Ortslage in der bergischen Großstadt Barmen, (heute zu  Wuppertal). Die Ortslage ist aus einem der mittelalterlichen Ursprungshöfe Barmens hervorgegangen.

## Lage und Beschreibung
Die Ortslage lag im Westen des heutigen Wohnquartiers Lichtenplatz im Stadtbezirk Barmen im Bereich Böhler Weg, Müngstener Straße und Oberbergische Straße. Sie befindet sich auf einer Höhe von 340 m ü. NHN auf dem Höhenzug Lichtscheid oberhalb der Quellmulde des Auer Bachs, eines Zuflusses der Wupper. Südwestlich liegt der höchste Punkt der Stadt (350 m ü. NHN), auf dem sich der Alte Lichtscheider Wasserturm befand. Ebenfalls südlich befindet sich ein Standort der Hauptverwaltung des Versicherungsunternehmens Barmer GEK.
Südlich befinden sich ein Hornbach-Baumarkt und ein Bauhaus-Baumarkt, die Verwaltung der Firmen Vorwerk Drivetec und Vorwerk Autotec und westlich die Bundespolizei (vormals Bereitschaftspolizei) auf dem Gelände des ehemaligen Barmer Stadions. Die umfangreichen Fabrikgebäude der Firmen Vorwerk Drivetec und Vorwerk Autotec wurden in den letzten Jahren zu großen Teilen abgerissen, um Platz für den Baumarkt zu schaffen. Zuletzt dienten sie unter anderem als Räumlichkeit für das Wuppertaler Technologiezentrum (W-Tec), das 2003 in die Lise-Meitner-Straße umzog. Auch die südliche Wohnbebauung entlang der Oberbergischen Straße, bestehend aus einem landwirtschaftlichen Anwesen und einem kleinen Wohnhof, wurde Mitte des ersten Jahrzehnts des 21. Jahrhunderts abgerissen. Zwei Wohnhäuser an der Ecke Oberbergische Straße / Müngstener Straße im Jahr 2009. Auf dem Gelände einer älteren Wohnsiedlung entstand gegenüberliegend bei Buschland mehrere Jahre zuvor ein Neubaugebiet.
Der Name Heide/Gockelsheide war als eigenständige Bezeichnung für diese Ortslage mehrheitlich nicht mehr im Bewusstsein der Bevölkerung vorhanden, bis 2013 eine nahe Neubausiedlung namens Wohnpark Gockelsheide den Namen wieder etablierte.

## Geschichte

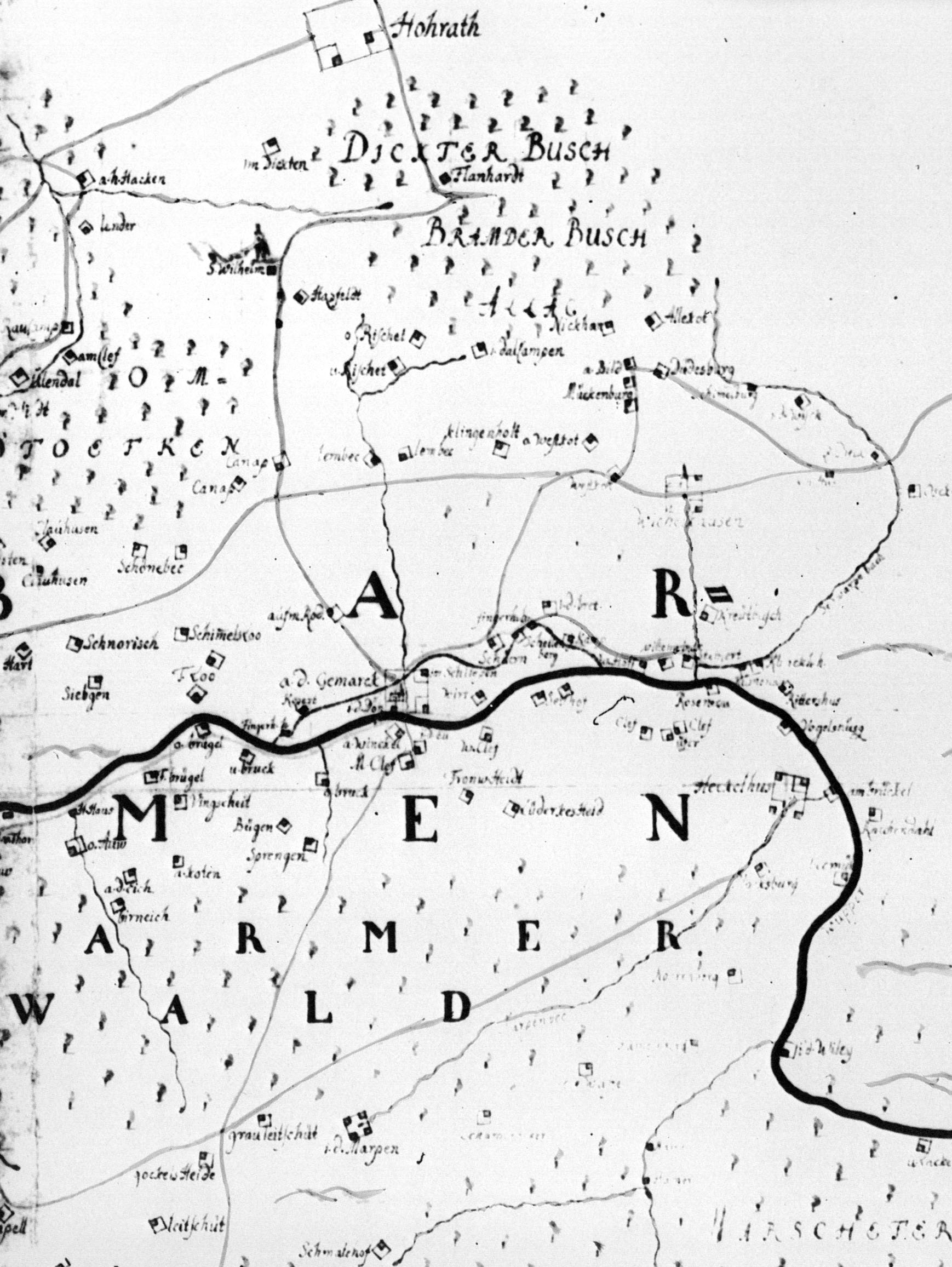
Karte der Hofschaften im Gebiet des heutigen Barmen von Erich Philipp Ploennies (1715)

Das genaue Alter dieses Hofes ist nicht bekannt, die früheste mit Datum gesicherte Erwähnung von Heide stammt aus der Beyenburger Amtsrechnung (Abrechnung des Rentmeisters an die Bergisch-herzogliche Kameralverwaltung) des Jahres 1466. Es ist aber anzunehmen, dass der Hof erheblich älter ist. In der Amtsrechnung ist Heide mit dem Namenszusatz Gockel (Form von Gottschalk) versehen und wird zu den Kotten, also den kleineren Höfen gezählt.
Aufgrund der ungenügenden Quellenlage ist es unbelegt, aber möglich, dass Heide zu den bereits im Jahr 1245 genannten „Gütern in Barmen“ („Bona de Barme“) im kurkölnischen Gebiet gehörte, die von dem Grafen Ludwig von Ravensberg als Allod in den Besitz der Grafen von Berg unter Graf Heinrich IV. übergingen. Territorial lag das Gebiet um Heide als Teil von Unterbarmen ab dem späten 14. Jahrhundert im bergischen Amt Beyenburg. Kirchlich gehörte es bis zur Einrichtung einer eigenen Barmer Pfarrei dem Kirchspiel Elberfeld an.
Auf einer Hofesliste von 1641 sowie auf der Topographia Ducatus Montani des Erich Philipp Ploennies von 1715 ist der Hof weiterhin als Gockelsheide verzeichnet, ebenso auf der Charte des Herzogthums Berg des Carl Friedrich von Wiebeking.
Heide lag an dem Barmer Kohlenweg (Trasse Müngstener Straße, Böhler Weg, Obere Böhle) von der Heckinghauser Zollbrücke über die Höhen zu dem Hammerwerken im Cronenberger Raum, über den vom 16. bis zum 19. Jahrhundert Kohlen von der märkischen Bergwerken südlich der Ruhr (Raum Sprockhövel,   Wetter (Ruhr), Witten und Hattingen) importiert wurden.
Zur Barmer Trinkwasserversorgung entstand 1902/03 auf dem höchsten Punkt der 44,4 Meter hohe alte Lichtscheider Wasserturm. 1909 wurde das Barmer Stadion erbaut, dessen Radrennbahn sich großer Beliebtheit erfreute. Das Gasthaus „Zur schönen Aussicht“ oder auch „Sport-Restaurant Finkenstein“ (Obergische Straße Ecke Böhler Weg) nahe dem Stadion war ein beliebtes Ausflugslokal dieser Zeit. Östlich neben dem Stadion wurde in den 1920er Jahren eine Unterkunft der Schutzpolizei errichtet. 1919 entstand westlich Heides am Böhler Weg die Bundeshöhe, die Zentrale des CVJM-Westbundes. Noch heute ist auf dem Gelände ein Heim und eine Tagungsstätte des CVJM.
Die Vorwerk'sche Fabrik hatte sich bis in die 1930er Jahre stark vergrößert und nahm nun die gesamte Fläche zwischen den Straßenkreuzung und dem Barmer Stadion ein. In diese Zeit fallen auch der Bau der provisorischen katholischen Kirche am Fuß des Wasserturms, die nach 1955 abgerissen wurde. Im Zweiten Weltkrieg wurde am Wasserturm eine Barackensiedlung für Arbeitskräfte aus den besetzten Gebieten errichtet, die nach dem Krieg als Wohnplätze für Flüchtlinge und ausgebombte Mitbürger genutzt wurde. Am 2. Dezember 1977 wurde unter Bürgerprotesten der alte Lichtscheider Wasserturm gesprengt, seine Aufgabe übernahm ein zuvor errichteter Neubau, der Lichtscheider Wasserturm.
Ab 2013 wurde im Nahbereich auf dem Gelände einer Tennishalle mit Außenanlagen und eines dafür niedergelegten Sportstudios eine Neubausiedlung errichtet, die von dem Bauträger Wohnpark Gockelsheide benannt wurde. Das Richtfest fand im
März 2014 statt.